# Hoevenen
Hoevenen is een deelgemeente van de gemeente Stabroek in de Belgische provincie Antwerpen (arrondissement Antwerpen). Hoevenen was een zelfstandige gemeente tot aan de gemeentelijke herindeling van 1977.

## Geschiedenis

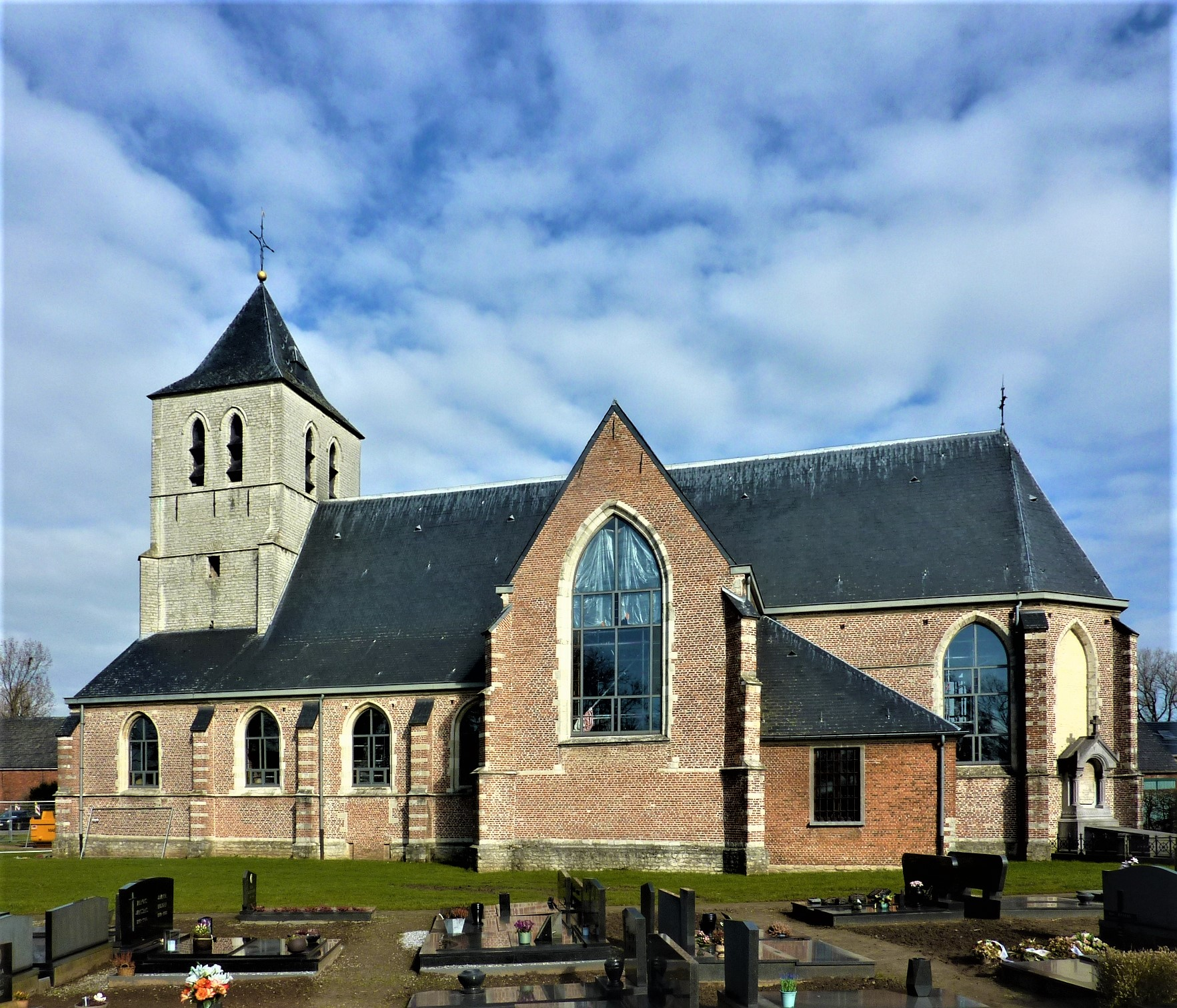
Vroegere kerk van Attenhoven, aan de westkant van Hoevenen

In de 13e eeuw werd hier een parochie gesticht, als afsplitsing van de Sint-Lambertusparochie te Ekeren. Omstreeks 1248 begon Gillis van Attenhoven met de inpoldering. De streek heette toen Attenhove of Ettenhove. In 1334 werd voor het eerst de naam Hoeven gebruikt. De bevolking was verspreid over een aantal gehuchten maar overstromingen dwongen hen om zich op een hoger gedeelte te vestigen
De naam Hoevenen werd officieel in 1795, toen de gemeente werd gesticht. In 1827 werd deze gemeente afgeschaft en verdeeld tussen de toenmalige gemeenten Ekeren en Kapellen. In 1866 werd Hoevenen opnieuw een zelfstandige gemeente, als afscheiding van Ekeren. Dit bleef zo tot einde 1976. Op dat moment had Hoevenen een oppervlakte van 7,89 km² en telde het 5407 inwoners. Op 1 januari 1977 vond de fusie met Stabroek plaats.
Vanaf de jaren '30 van de 20e eeuw viel veel grondgebied in het zuidwesten ten offer aan de uitbreiding van de Haven van Antwerpen. Zo kwam een uitgestrekt rangeerterrein (Vormingsstation Antwerpen-Noord) tot stand. Hierbij ontstonden ook de Ekerse Putten.

## Geografie
Hoevenen is een dorpje gelegen in het noorden van Antwerpen. Het ligt vlak tegen de Antwerpse Haven en is daarom ook rijkelijk bevolkt met havenarbeiders.

## Demografische ontwikkeling
- Bronnen:NIS, Opm:1806 tot en met 1970=volkstellingen; 1976 = inwoneraantal op 31 december
- Van 1828 tot 1866 was Hoevenen deel van Kapellen en Ekeren.

## Bezienswaardigheden
- De Onze-Lieve-Vrouw-Geboortekerk aan het Frans Oomsplein.
- De Kerk van Attenhoven. Aan de Kerkstraat ligt het voormalige kerkgebouw van Attenhoven. Het heeft een toren uit de 13e eeuw, en een schip uit de 15e eeuw. Het kerkgebouw werd in 1972 buiten gebruik gesteld. De doopvont werd in de nieuw gebouwde kerk ondergebracht. De kerk werd in 1996 en 1997 gerestaureerd. Tegenwoordig worden er culturele activiteiten georganiseerd.

## Natuur en landschap
Hoevenen ligt in het Scheldepoldergebied op een hoogte van ongeveer 4 meter.

## Politiek

### Geschiedenis
Hoevenen had een eigen gemeentebestuur en burgemeester tot de fusie van eind 1976.

#### Voormalige burgemeesters
| Tijdspanne | Tijdspanne  | Burgemeester                   |
| ---------- | ----------- | ------------------------------ |
|            | 1866 - 1872 | Petrus Besseleers              |
|            | 1872 - 1879 | Petrus De Beukelaer            |
|            | 1879 - 1881 | Martin Mertens                 |
|            | 1882 - 1884 | Joseph Govaerts                |
|            | 1885 - 1890 | Petrus De Beukelaer            |
|            | 1891 - 1903 | Adriaan Gorden                 |
|            | 1904 - 1909 | Constant Van Look              |
|            | 1910 - 1921 | Constant Janssens              |
|            | 1921 - 1926 | Frans De Schutter              |
|            | 1927 - 1941 | Louis Weyers                   |
|            | 1941 - 1944 | Leo Denissen                   |
|            | 1944 - 1946 | Louis Michielsens (waarnemend) |
|            | 1947 - 1952 | Leo Carpentier                 |
|            | 1953 - 1965 | Frans Ooms                     |
|            | 1965 - 1966 | Mathilde Dufour (waarnemend)   |
|            | 1966 - 1976 | Gust Huybrechts (CVP)          |

## Cultuur
De inwoners van Hoevenen dragen als bijnaam: 'kloondragers' wat zoveel wil zeggen als klompendragers.

### Evenementen
Elk jaar wordt er het ganzenrijden beoefend. Dit is een folkloristisch kwelspel waarbij het de bedoeling is om als ruiter onder een galg door te rijden en de kop van een gans af te trekken die aan deze galg hangt. De winnaar (degene die de kop getrokken heeft, de 'koning') mag zich nadien meten met de 'koningen' van de omliggende gemeenten. De winnaar daarvan mag zich gedurende een jaar de 'keizer' noemen. Het jaar nadien wordt het keizerrijden gehouden in de gemeente vanwaar de 'keizer' afkomstig is.

## Sport
Hoevenen bezit ondanks zijn geringe grootte een eigen vliegveldje. Hier kan men terecht voor luchtdopen of rondvluchten, zowel met kleine vliegtuigjes, zoals een Cessna, als met helikopters. Hoevenen heeft ook een sporthal (Attenhoven) waar verschillende sportclubs trainen en spelen, zoals "Basket Stabroek", "KV Judo" en Taekwondoclub "Jeong-Sin".

## Bekende inwoners
- Edward De Beukelaer, oprichter van de gelijknamige koekjesfabriek (later LU Herentals) en ontwikkelaar van o.a. de Cent Wafer en de Choco Prince
- Guusje van Tilborgh, actrice
- Peter Genyn, paralympisch rugbyspeler en atleet
- Dennis Tyfus, kunstenaar

## Nabijgelegen kernen
Stabroek, Ekeren, Kapellen